# Дербенд

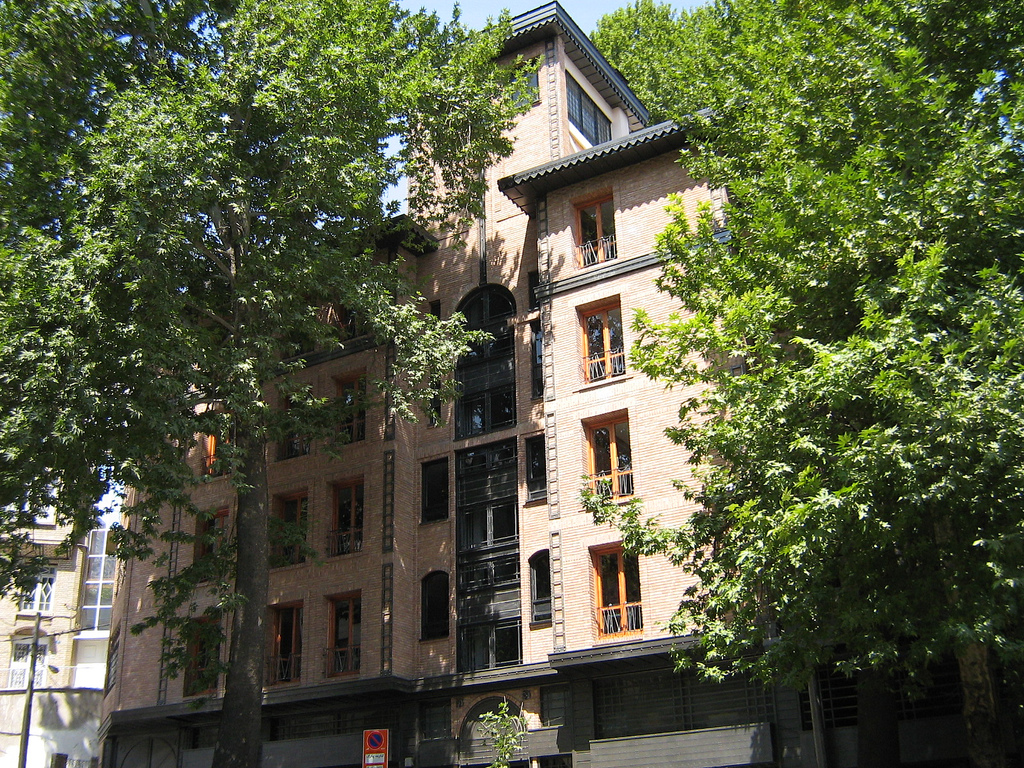
Один з готелів в Дербенді

Дербенд (перс. دربند - закриті ворота) - район на півночі Тегерана, в складі 1-го муніципального округу (Шеміранат). Розташований на північ від парку Саадабад біля підніжжя гори Точал. Розташований на висоті 1700 метрів над рівнем моря, це найпівнічніший район Тегерана. Район витягнутий з півночі на південь на півтора кілометра вздовж однойменної вулиці.
Розвинена туристична інфраструктура. Район популярний серед гірськолижників, так як з Дербенда протягнута канатна дорога на Точал і інші піки Ельбурса.

## Див. Також
- Великий Тегеран